# Pasukan Khas Laut
Die Pasukan Khas Laut (PASKAL) (dt. „Marine-Spezialeinsatzkräfte“) ist eine Kampfschwimmer- und Spezialeinheit für maritime, littorale und asymmetrische Kriegführung der Malaysischen Marine. Sie wurde am 1. Oktober 1980 aufgestellt, um die territoriale Integrität Malaysias an den Küsten und auf See zu schützen. Die Einheit ist fallschirmsprungtauglich und in der Lage, aus der Luft, zur See und am Boden zu operieren. Mit diesem Einsatzspektrum ist sie vergleichbar mit den United States Navy Seals.

## Geschichte
1974 kam die Marineführung zu dem Schluss, dass es einer maritimen Kommandoeinheit als integralen Bestandteil moderner Seekriegsführung bedurfte. Hauptaufgabe dieser geplanten Einheit sollte der Schutz von Marineeinrichtungen und Bohrinseln sein. Dafür wurde eine Gruppe von dreißig Offizieren unter dem Kommando von Captain Sutarji bin Kasmin, der am Ende seiner Laufbahn als Admiral aus dem Dienst ausschied, zum Special Warfare Training Center (Trainingszentrum für Spezialkriegführung) in Sungai Udang, Melaka, abkommandiert, um dort von der Kommandoeinheit des Heeres, der Grup Gerak Khas, ausgebildet zu werden. Während dieser mehrjährigen Phase wurde der personelle Grundstock für die dann 1980 aufgestellte PASKAL geschaffen. Diese Offiziere wurden auch von erfahrenen Ausbildern der US Navy Seals und der KOPASKA, den indonesischen Kampfschwimmern und den britischen Royal Marines Commandos trainiert.
Schließlich wurde die PASKAL am 1. Oktober offiziell aufgestellt und nahm ihren Dienst auf.
Sie wurde dem nationalen Verstärkungsprogramm zur Sicherung der Sonderwirtschaftszonen (Exclusive Economic Zone) innerhalb der malaysischen Gewässer zugeteilt. Kurz darauf wurde sie auch schrittweise an die Aufgaben zum Schutz besonders sensibler mariner Einrichtungen und von Bohrinseln eingesetzt.
PASKAL-Teams waren die ersten Militäreinheiten, die das Layang-Layang-Atoll, das zur international umstrittenen Spratly-Inselgruppe gehört, für die Malaysische Regierung sicherten.
2007 nahm die Einheit an der UN-Mission UNIFIL im Libanon teil.
In den Medien
- 1998 nahm Lieutenant Commander Ahmad Ramli Kardi, PASKAL-Veteran der ersten Stunde und Mitglied im malaysischen free-fall skydiving team (Freifall-Fallschirm-Team) an der nationalen free-fall skydiving expedition (Freifaller-Fallschirm-Expedition) am Nordpol teil.[2]
- Im selben Jahr wurde Lieutenant Commander Anuar für seine besonderen Leistungen während der UN-Mission UNIVEM II in Angola mit dem Pingat Gagah Berani öffentlich ausgezeichnet.[3]
- Am 1. Oktober 2002 wurde das neue PASKAL-Hauptquartier öffentlich vorgestellt.
- Am 30. August 2003 startete der Fernsehsender TV3 die Serie Majalah 3, die neben der PASKAL auch die Spezialeinheiten Grup Gerak Khas (GGK) des Heeres und die PASKAU (Luftwaffenspezialeinheit) zum Thema hatte.

## Auftrag
Die PASKAL ist als Marine-, Luftlande- und Bodenkampfeinheit einsetzbar. Ihr Einsatzspektrum umfasst Aufklärung und die Abwehr feindlicher Aufklärung, direkte Kampfeinsätze, Dschungelkampf, Asymmetrische Kriegführung, Terrorismusbekämpfung und Geiselbefreiung sowie Befreiungs- und Rettungsoperationen.
Asymmetrische Kriegführung umfasst zahlreiche verdeckte Operationen in gegnerisch kontrolliertem oder politisch schwierigem Umfeld, unter anderem Guerilla-Kriegführung gegen wichtige Ziele hinter gegnerischen Linien, Psychologische Kriegführung und Sabotage. Dabei ist die PASKAL vor allem auf maritime und küstennahe Umgebung ausgelegt, auf die unerkannte Bewegung zum Einsatzziel durch das Wasser, überfallartige Operationen und den schnellen Rückzug auf dem Wasserweg. Dies soll ihnen den Zugriff auf Objekte ermöglichen, die für größere Verbände nicht oder nur nach schweren Kämpfen erreichbar sind.
Da die PASKAL meist nur in kleinen Teams operiert, haben sie eine geringe Feuerkraft, und können, wenn sie von größeren Einheiten entdeckt werden, leicht aufgerieben werden. Deshalb ist es wichtig, dass sie während des Einsatzes unentdeckt bleiben und ihre Rückzugsroute gesichert ist.

## Organisation

### Personal und Gliederung
Die Personalstärke der Einheit ist geheim, wird aber in Fachkreisen auf etwa 1.000 Mann geschätzt, die sich in zwei Einzelverbände unterteilen. Die PASKAL-Unit 1 (PASKAL-Einheit-1) ist auf dem Marinestützpunkt Lumut Naval Base stationiert, die PASKAL-Unit 2 (PASKAL-Einheit-2) in Sri Semporna, in Semporna, Sabah. Eine Kompanie (ablösung) ist im Marinestützpunkt Teluk Sepanggar (Teluk Sepanggar naval base) beheimatet.
Die PASKAL gliedert sich in mehrere Schwadronen (hier, wie in den US-Streitkräften, Bataillone), die sich jeweils aus mindestens drei Kompanien (Platoons) zusammensetzten. Die Kompanie besteht aus drei Zügen (hier, wie bei den Green Berets abteilungen genannt) mit jeweils 14 Mann. Die kleinste Organisationseinheit ist der so genannte Boat Troop (Bootstrupp) mit 7 Kommandosoldaten.
Grundsätzlich verfügt jedes Schwadron (jedes Bataillon) über alle Spezialfähigkeiten, das heißt, dass jede über Experten in Terrorismusbekämpfung, Unterwasserzerstörung und maritimes Scharfschützenwesen verfügt.
Darüber hinaus ist der Einheit eine eigene Nachrichtendienstkomponente für Aufklärung, Spionageabwehr und Telekommunikation unterstellt, das so genannte Combat Intelligence Team (malaiisch: Tim Risik Gempur, deutsch: Kampf-Nachrichtendienst-Gruppe) (TRG).

### Führung
| Name                                           | Jahr                              | Besonderheiten                      |
| ---------------------------------------------- | --------------------------------- | ----------------------------------- |
| Admiral Dr. Haji Sutarji bin Kasmin            | 1975–2003                         | Erster Kommandeur von 1975 bis 2003 |
| Vizeadmiral Dato' Haji Nasaruddin bin Othman   | 2003–2015                         |                                     |
| Flottillenadmiral Dato' Saifudin bin Kamarudin | 2015                              |                                     |
| Flottillenadmiral Jamaludin bin Mohd Saman     | 18. Dezember 2015 – 19. Juni 2017 |                                     |
| Flottillenadmiral Anuar Bin Alias, PGB         | seit 20. Juni 2017                |                                     |

## Rekrutierung und Ausbildung

### Rekrutierung
Als Kampfschwimmer-, Kommando- und Antiterroreinheit stellt die PASKAL die Eliteformation des malaysischen Militärs. Nur die besten Rekruten und Soldaten kommen für eine Verwendung in Frage. Dabei wird sowohl auf erfahrenen Soldaten anderer Einheiten als auch auf besonders qualifizierte Rekruten zurückgegriffen. Die Altersgrenze der Bewerber liegt bei 30 Jahren. Es wird neben der üblichen physischen Belastbarkeit auch vor allen Dingen auf mentale Agilität und Stressresistenz Wert gelegt. Das Auswahlverfahren beinhaltet einen körperlichen Leistungstest, der dann alle drei Monate während der Ausbildung wiederholt werden muss. Sollte der Aspirant ihn nicht bestehen, egal zu welchem Zeitpunkt, wird er relegiert.
Der Test besteht aus folgenden Disziplinen:
1. 7,8-km-Lauf in 24 Minuten (bis 24 Jahre)
2. 1,5-km-Schwimmen in unter 25 Minuten im Schwimmbad
3. 6,4-km-Schwimmen mit voller Ausrüstung in offener See unter 120 Minuten
4. Fallschirmspringen aus verschiedenen Höhen und Absprungsituationen (von Flugzeugen, Hügeln und Gebäuden und über dem Meer)
5. 1,5-km-Kraulen in unter 31 Minuten
6. Überlebenstraining im Meer mit gefesselten Händen und Füßen
7. Tauchen ohne Atemregler bis 7 Meter Tiefe

### Ausbildung
Jeder Aspirant durchläuft einen dreimonatigen Grundlehrgang in Kommandokriegführung, der in der Lumut Naval Base stattfindet. Nach Abschluss dieses Grundkurses wird der Bewerber zum Special Warfare Training Centre (SWTC) (Ausbildungszentrum für Spezielle Kriegführung) in Sungai Udang, Melaka, versetzt, wo er einen Grundkurs für militärisches Fallschirmspringen durchläuft. Hat er diesen erfolgreich abgeschlossen, beginnt der nächste, weiterführende Ausbildungsabschnitt, in dem Grundlagen im Umgang mit Sprengmitteln, Sanitätswesen, Telekommunikation und Waffentechnik vermittelt werden.
Dieser Phase folgt der Carrier Development Course (Träger-Entwicklungs-Kurs), bei dem der Rekrut einen Grund- und Fortgeschrittenenkurs im Kampftauchen durchläuft.
Ist der erfolgreich durchlaufen, beginnt der Hauptausbildungsabschnitt, der Expertise/Specialist Course (Experten/Spezialisten-Kurs). Dieser setzt sich aus vier verschiedenen Abschnitten zusammen:
Infiltrationstechniken
1. Grundkurs in HALO/HAHO-Sprungtechnik
2. Grundkurs Military-Freefall (Freifalltechniken)
3. Schnelles Abseilen
4. Such- und Rettungseinsatzlehre (SAR)
5. Grundkurs Militärisches Bergsteigen
6. Fortgeschrittenenkurs Militärisches Bergsteigen

Kampftechniken
1. Taktische Verfolgung (Spurenlesen)
2. Orientierung- und Überlebenstraining im Dschungel
3. Selbstverteidigungskurs (Tae Kwon Do)
4. Häuserkampf
5. Scharfschützen-Grundkurs
6. Scharfschützen-Fortgeschrittenenkurs
7. Asymmetrische Kriegführung
8. Gruppenführer-Kurs
9. Zugführer-Kurs
10. Kompanieführer-Kurs

Nachrichtendienstliche Informationsgewinnung
1. Allgemeine nachrichtendienstliche Informationsgewinnung
2. Nachrichtendienst-Unteroffiziers-Kurs
3. Nachrichtendienst-Offiziers-Kurs
4. Foto-Kurs
5. Technik-Kurs für nachrichtendienstliche Kommunikation
6. Fernspäherausbildung

Spezialisierungen (mehrere möglich)
1. Such- und Rettungseinsatztechniken unter Gefechtsbedingungen (CSAR)
2. Pionierausbildung
3. Sanitäter
4. Tauchlehrer-Kurs
5. Kraftfahrer-Ausbildung
6. Bootsführer-Kurs
7. Überlebenstraining
8. Taktisches Verfolgen im Gefecht
9. Fremdsprachen

Wenn der Aspirant alle diese Phasen des Expertise/Specialist Course absolviert und eine oder mehrere Spezialisierungen erlernt hat, ist er ein vollwertiges Mitglied der PASKAL und erhält sein PASKAL-Trimedia-Abzeichen.

### Austauschprogramme
Mitglieder der PASKAL sind regelmäßig in Austauschprogramme mit dem britischen SAS und amerikanischen Navy Seals eingebunden. Dabei trainieren sie auch gemeinsam mit französischen Spezialeinheiten das Klettern, mit dem australischen SASR Minenräumung und fortgeschrittenes Scharfschützenschießen.

## Abzeichen
- Das Abzeichen der PASKAL, das Trimedia, wird von jedem Mitglied der Einheit getragen. Die Flügel symbolisieren traditionell die Sprungtauglichkeit, die Gesichtsmaske die Infiltrations- und der Dolch die Dschungelkampffähigkeit, der Anker schließlich, die Zugehörigkeit zur malaysischen Marine.

## Bekannte Angehörige der Einheit
- Admiral Dr. Haji Sutarji Kasmin
- First Admiral (Flottillenadmiral) Nasaruddin Othman
- Kapitän Jamaludin Mohd Saman TLDM
- Fregattenkapitän Abd Malek Hj Mohd Daud TLDM
- Commander Ahmad Ramli Kardi
- Commander Anuar Alias
- Commander George Paul Thomas Rozario
- Commander Jason Paskal
- Korvettenkapitän Che Adnan Mat Isa
- Master Chief Petty Officer Mohd Room Bahari
- Seaman Apprentice Sukeri Abdullah (1994–1997)
- Seaman Hairi Mat Balong

## Verweise